# Manaquí de Wied
La manaquí de Wied (Neopelma aurifrons) és un ocell de la família dels píprids (Pipridae).

## Hàbitat i distribució
Habita els boscos de les terres baixes del sud-est del Brasil.